# Slowly We Rot
 (novembre 2013).
Si vous disposez d'ouvrages ou d'articles de référence ou si vous connaissez des sites web de qualité traitant du thème abordé ici, merci de compléter l'article en donnant les références utiles à sa vérifiabilité et en les liant à la section « Notes et références ».
Albums de Obituary
Cause Of Death
(1992)
Slowly We Rot est le premier album studio du groupe de death metal américain Obituary, enregistré aux Morrisound Studios. Sorti en 1989, il est considéré comme un classique dans le monde du death metal et a été remasterisé en 1997 avec des bonus.
Au départ, seuls les huit premiers titres devaient figurer dans l'album. Mais Monte Conner (travaillant à Roadrunner) jugea l'album trop court, et demanda au groupe de retourner aux Morrisound Studios pour enregistrer quatre titres supplémentaires.

## Composition du groupe
- Chant : John Tardy
- Guitare : Trevor Peres
- Guitare : Allen West
- Basse : Daniel Tucker
- Batterie : Donald Tardy

## Liste des chansons de l'album
1. Internal Bleeding - 3:01
2. Godly Bein' - 1:55
3. 'Til Death - 3:56
4. Slowly We Rot - 3:36
5. Immortal Visions - 2:25
6. Gates to Hell - 2:48
7. Words of Evil - 1:55
8. Suffocation - 2:35
9. Intoxicated - 4:40
10. Deadly Intentions - 2:09
11. Bloodsoaked - 3:11
12. Stinkupuss - 2:59
13. Find The Arise (Demo) - 2:39
14. Like The Dead (Demo) - 2:34

Find the Arise et Like the Dead sont des bonus présents sur l'édition remasterisée de 1997.